# Skibskirkegård
En skibskirkegård eller skibslosseplads er en oplagsplads hvor skrog fra udtjente skibe bliver efterladt til forfald og opløsning eller oplagt som reserveflåde.